# Drosophila cryptica
Drosophila cryptica är en tvåvingeart som beskrevs av De och Gupta 1996. Drosophila cryptica ingår i släktet Drosophila och familjen daggflugor. Inga underarter finns listade i Catalogue of Life.
Artens utbredningsområde är Indien.